# Doctrine du château

Stand-your-ground law
Stand-your-ground par jurisprudence
Obligation de retraite excepté au domicile
Obligation de retraite excepté au domicile et dans le lieu de travail
Obligation de retraite excepté au domicile, dans le lieu de travail et dans le véhicule
Approche mitigée
Pas de règle

La doctrine du château , également appelée la loi du château, est une doctrine juridique qui désigne le domicile d'une personne ou tout lieu légalement occupé comme un lieu où le propriétaire ou l'occupant bénéficie du droit d’utiliser la force (jusqu’à la mort) pour se défendre contre un intrus, sans pouvoir encourir des poursuites judiciaires. C'est aux États-Unis que le terme est le plus souvent employé.

## Effets
La doctrine du château remet en question le devoir de retrait lorsqu'une agression se passe au domicile de la victime. Néanmoins, la doctrine du château n'est pas une mesure pouvant entraîner l'acquittement si la violence n'est pas proportionnelle au danger encouru, puisqu'il s'agit seulement d'une doctrine et non d'une loi.

## Droit canadien
La doctrine du château est reconnue dans plusieurs décisions de la Cour suprême du Canada, dont notamment l'arrêt de principe Colet c. La Reine, où la Cour affirme qu'il s'agit d'une doctrine fermement implantée en common law depuis l'arrêt Semayne de 1604.